# Dávid polocki fejedelem

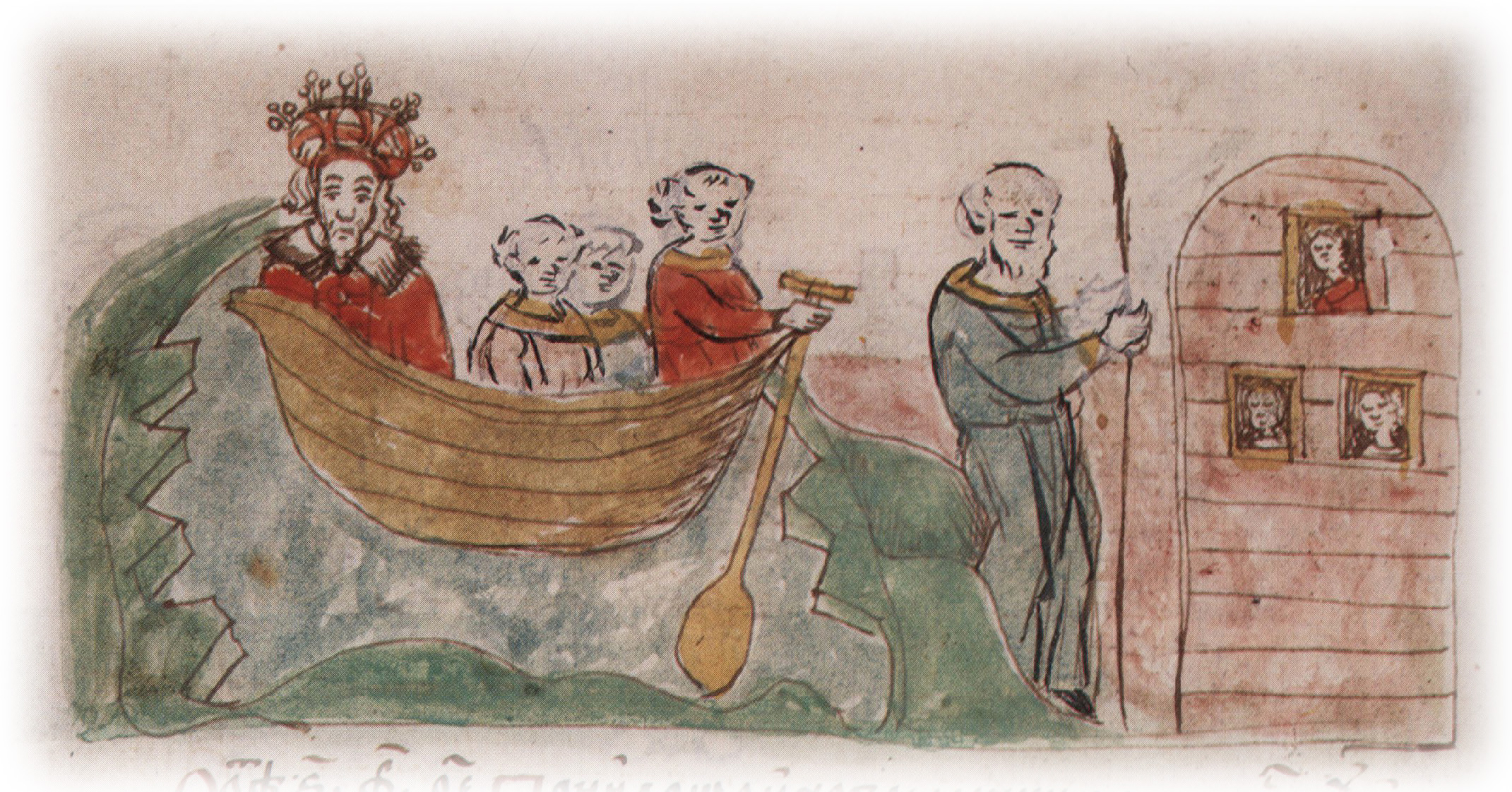
Vszeszláv fejedelem és két fia átkel a Dnyeperen (Radziwill-kódex)

David Vszeszlavics (oroszul Давы́д Всесла́вич; 1047 és 1057 között – 1129 után) Polock fejedelme 1101-től 1127-ig, és 1128-tól 1129-ig.

## Élete
David apja Vszeszláv polocki fejedelem volt, anyja neve nem ismert. Pontos születési ideje ismeretlen, de 1067-ben apja magával vitte a kijevi nagyfejedelemmel való tárgyalásra. A történészek többsége szerint Vszeszláv hat fia közül ő volt a legidősebb, de van olyan vélemény is miszerint harmadik fiú volt. 
Közvetett bizonyítékok alapján feltehető, hogy mielőtt 1101-ben Vszeszláv meghalt és birtokait szétosztotta fiai között, David kapta a fejedelemség központját, Polockot. Fia, Brjacsiszláv a kijevi nagyfejedelem, Msztyiszláv lányát vette feleségül, vagyis nem lehetett föld nélküli vagy jelentéktelen herceg. 1103-ban ő vezette a polocki sereget, amely segítette a kijevieket a kunok ellen. 1104-ben szinten a kijeviekhez csatlakozott, akik saját öccsét, Glebet ostromolták Minszkben. 1106-ban fivéreivel együtt a pogány lettek (zemgalok) ellen vezetett sikertelen hadjáratot.  
1127-ben Msztyiszláv kijevi nagyfejedelem Polockra támadt és több várost elfoglalt. A polocki népgyűlés elűzte Davidot és helyére fivérét, Rogvolodot tette meg fejedelemnek. Msztyiszláv ekkor hazatért, de a következő év elején Rogvolod meghalt és David újra elfoglalta a fejedelmi széket. A nagyfejedelem 1129-ben újabb hadjáratot indított, elfogta Davidot, családját és összes életben levő fivéreit és fogságba vetette őket. Még ugyanebben az évben száműzte őket Konstantinápolyba és a krónikák többé nem említik Davidot.

## Családja
David Vszeszlavics feleségének neve nem ismert, egy fia született:
- Brjacsiszláv, izjaszlavli részfejedelem

## Fordítás
- Ez a szócikk részben vagy egészben  a(z)   Давыд Всеславич című orosz Wikipédia-szócikk ezen változatának fordításán alapul.  Az eredeti cikk szerkesztőit annak laptörténete sorolja fel. Ez a jelzés csupán a megfogalmazás eredetét és a szerzői jogokat jelzi, nem szolgál a cikkben szereplő információk forrásmegjelöléseként.